# Robert Honold
Robert Honold (* 7. Juni 1872 in Langenau; † 1953 in Ulm) war ein deutscher Maschinenbau-Ingenieur und Hochschullehrer für Turbinenbau an der Technischen Hochschule Graz.

## Leben
Honold studierte an der Technischen Hochschule Stuttgart und an der Technischen Hochschule Darmstadt Maschinenbau. In Stuttgart wurde er wie sein Bruder Gottlob Honold Mitglied der Studentenverbindung Landsmannschaft Saxonia. Er war als Ingenieur unter anderem bei der Maschinenfabrik Escher, Wyss & Cie. beschäftigt und wurde später Wissenschaftlicher Assistent am Lehrstuhl für Dampfmaschinen, Dampfkessel, Pumpen und Gebläse, sowie am Lehrstuhl für Wasserkraftmaschinen und Hebepumpen der Technischen Hochschule Darmstadt.
Später war er in verschiedenen Unternehmen und als freischaffender Zivilingenieur tätig. 1916 wurde Honold zum Ordinarius für Maschinenbau (Maschinenzeichnen, Maschinenelemente I, Theorie und Bau der hydraulischen Motoren und Pumpen) an der Technischen Hochschule Graz berufen. In den Studienjahren 1919/1920 und 1920/1921 übte er das Amt des Dekans der Fakultät für Maschinenbau und Elektrotechnik aus. 1920 beteiligte er sich in Graz maßgeblich an der Gründung der Akademischen Landsmannschaft Viruna. 1927 wurde er emeritiert und lebte ab 1931 in Ulm.